# Australopithecus bahrelghazali
Australopithecus bahrelghazali is een fossiele mensachtige die tijdens het Plioceen leefde in het gebied van het huidige Tsjaad.

## Vondst en naamgeving
De Mission Paléoanthropologique Franco-Tchadienne voerde in 1994 en 1995 expedities uit. Op 23 januari 1995, tegen negen uur in de ochtend, vond Mamelbaye Tomalta, een chauffeur van een team van de Franse paleontoloog Michel Brunet, in de Bahr el Ghazalvallei, vijfenveertig kilometer van Koro Toro de gepaarde onderkaken van een mensachtige. Het fossiel lag aan het woestijnoppervlak. Brunet gaf het specimen de bijnaam 'Abel' ter ere van de op 27 februari 1989 in Kameroen bij een vliegtuigongeval omgekomen geoloog Abel Brillanceau, een persoonlijke vriend van hem. De vondst werd in 1995 gemeld in de wetenschappelijke literatuur, als een affin. Australopithecus afarensis. Dit was vooral opmerkelijk vanwege de afstand van ongeveer 2500 kilometer tot de Grote Slenk van Oost-Afrika. Tot dan toe was aangenomen dat tijdens het Plioceen Afrika in twee ecologische zones verdeeld was: australopitheken zouden het gebied ten oosten van de slenk bewoond hebben en basale mensapen de zone ten westen ervan. Op 24 januari 1996 werd op de locatie door Alain Beauvilain nog een tand gevonden van een ander individu.

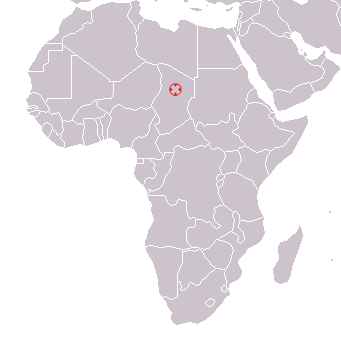
Vindplaats in de Bahr el Ghazalvallei, Tsjaad

In 1996 werd de soort Australopithecus bahrelghazali benoemd en beschreven door Brunet, Alain Beauvilain, Yves Coppens, Émile Heintz, Ali Hamit Moutaye en David Pilbeam. De soortaanduiding verwijst naar de Bahr el Ghazal, de "rivier der gazellen".
Het holotype, KT-12/H1, is gevonden in een laag die oorspronkelijk op 3 tot 3,5 Ma oud werd gedateerd. Later werd dit herzien tot 3,58 miljoen jaar. De datering is wat onzeker omdat het fossiel ook verplaatst kan zijn uit een andere laag. Het bestaat uit een mandibula die alle vier premolaren en twee hoektanden bewaart maar alleen de tweede linkervoortand. Het betreft een jongvolwassen exemplaar. De in 1996 gevonden tand, specimen KT12/H2, een derde premolaar uit de rechterbovenkaak, is het paratype.
Op 16 januari 1996 werd op vindplaats KT-13 door geoloog Mahamat Kasser een stuk linkerbovenkaaksbeen gevonden, specimen KT13-96-H1, dat in 1997 aan een Australopithecus sp werd toegewezen en in 2012 aan Australopithecus bahrelghazali.
Op 18 juli 2000 werd door ingenieur Fanoné Gongdibé op vindplaats KT-40, acht kilometer van KT-12, een stuk onderkaak met erin twee tanden gevonden, de linkerhoektand en de derde linkerpremolaar.

## Beschrijving
De fossielen hebben kenmerken die erg lijken op het gebit van Australopithecus afarensis. Dat heeft onderzoekers, zoals William Kimbel in 2009, ertoe gebracht te stellen dat Australopithecus bahrelghazali geen aparte soort vertegenwoordigt maar binnen de variatiebreedte van Australopithecus afarensis valt.
In 1995 waren de beschrijvers het daarmee eens maar in 1996 zagen ze toch verschillen. Het voorste deel van de mandibula wijst op een vrij recht gezicht, een afgeleid kenmerk. De premolaren hebben een afgeleide vorm en bezitten drie wortels in plaats van twee.
Het parabolische profiel van de mandibula en het vrij dikke tandglazuur wijzen op een behoren tot Australopithecus.

## Fylogenie
Volgens de beschrijvers vormde Australopithecus bahrelghazali een aparte tak of klade die zich al vier miljoen jaar geleden afsplitste. Ze suggereerden dat dit wel eens de tak kon zijn die naar de moderne mens voerde. Een exacte kladistische analyse voerden ze echter niet uit.
Deze soort vormt vooral een probleem voor andere onderzoekers omdat het de enige soort van Australopithecus in Centraal-Afrika is. Dit zou kunnen duiden op 'een derde venster' voor de vroege evolutie van hominiden die zich indertijd wel eens over het hele noorden van Afrika zouden hebben kunnen verspreid of zelfs daarbuiten. Het taxon heeft overigens weinig aandacht gekregen, ten dele vanwege de beperkte vondsten maar ook omdat die slecht toegankelijk zijn voor rivaliserende onderzoeksscholen omdat ze van Frankrijk weer naar Tsjaad werden overgebracht.

## Levenswijze
De habitat van A. bahrelghazali bestond uit een halfopen savanne aan de oever van het Megatsjaadmeer dat indertijd de oppervlakte had van een binnenzee. Uit het glazuur van de tanden blijkt dat vooral C4-planten werden gegeten, waaronder wellicht grassen. Het gebit toont daar echter geen speciale aanpassingen voor. Basale mensapen eten dit soort voedsel niet. Wellicht dat voornamelijk de zaden werden gegeten of het merg en wortels van cypergrassen. Het glazuur laat verder door horizontale groeilijnen zien dat "Abel" tijdens zijn leven tweemaal perioden met flinke voedseltekorten moet hebben gekend.